# Admir
Admir je moško osebno ime.

## Izvor imena
Ime Admir je možno povezati z latinskim glagolom admiror v pomenu »občudovati, čuditi se čemu«. Ime bi torej lahko pomenilo »tisti, ki ga občudujemo«.

## Različice imena
- ženska različica imena: Admira
- sorodni imeni: Mirando (m), Miranda (ž)

## Pogostost imena
Po podatkih Statističnega urada Republike Slovenije je bilo na dan 31. decembra 2007 v Sloveniji število moških oseb z imenom Admir: 466.

## Osebni praznik
Ime Admir bi v koledarju lahko uvrstili k imenu Pacifik, ki goduje 10. julij in 24. septembra.